# Zakonnyj brak
Zakonnyj brak (Законный брак) è un film del 1985 diretto da Al'bert Sarkisovič Mkrtčjan.

## Trama
Il film racconta di un attore che decide di aiutare una ragazza malata a tornare a casa nella capitale e per questo stipulano un matrimonio fittizio. E all'improvviso iniziano a rendersi conto che si amano.